# Lake Washington Ship Canal

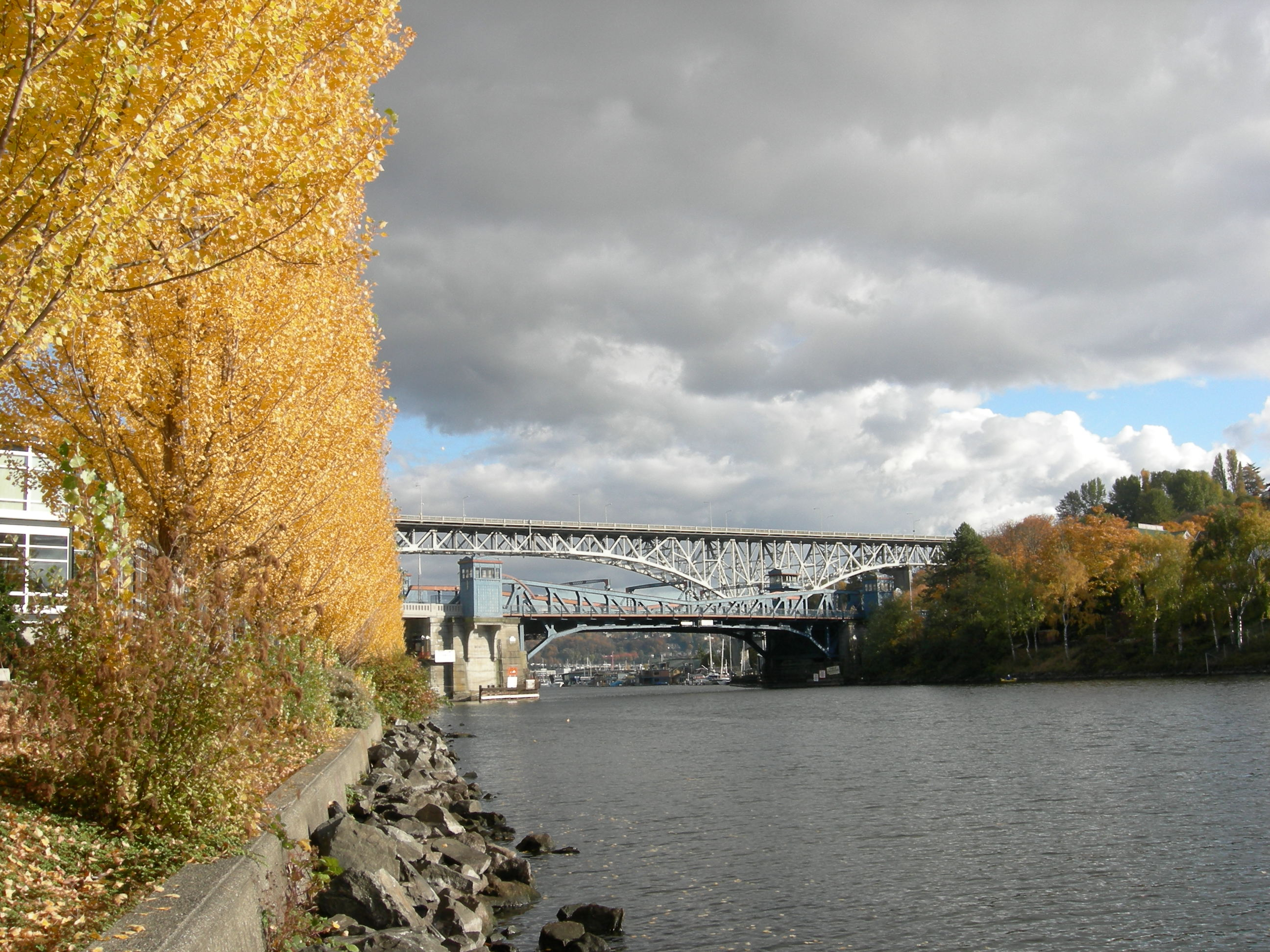
Fremontský průliv na podzim.

Lake Washington Ship Canal je lodní kanál v Seattlu, který spojuje Washingtonovo jezero a Pugetův záliv. V kanále se nachází Chittendenova zdymadla, která byla navržena podle těch v Panamském průplavu a pomáhají lodím překonat šestimetrový rozdíl nadmořské výšky hladiny kanálu. Od východu k západu leží v kanále záliv Union, jezero Union, Montlakeský průliv, záliv Portage, Fremontský průliv, Lososí záliv a záliv Shilshole. Pugetův záliv, do kterého se kanál vlévá, ho spojuje s Tichým oceánem. Výstavba začala roku 1911 a oficiálně skončila v roce 1934.
Už v roce 1854 se začalo uvažovat o výstavbě přímého spojení jezera se zálivem pro přepravu klád, pilin a rybářů. O třináct let později (1867) schválilo Námořnictvo Spojených států amerických návrh na výstavbu, který zahrnoval i přístav na jezeře. V roce 1891 začali ženisté americké armády vytvářet projekt. Příprava na stavbu začala v roce 1906 a o pět let později začala stavba samotná.
Mosty, které překračují kanál, od východu k západu:
- Montlake Bridge - Washington State Route 513 - přes Montlakeský průliv
- University Bridge - Eastlake Avenue - přes záliv Portage
- Ship Canal Bridge - Interstate 5 - přes záliv Portage
- George Washington Memorial Bridge - Washington State Route 99 - přes jezero Union
- Fremont Bridge - Fremont Avenue N - přes Fremontský průliv
- Ballard Bridge - 15th Avenue W - přes Lososí záliv
- most pro chodce na Chittendenových zdymadlech
- Salmon Bay Bridge - železnice BNSF Railway - přes Lososí záliv

Kanál jako celek a Chittendenova zdymadla jsou zapsána v Národním rejstříku historických míst. Montlakeský průliv a Montlake Bridge se nachází mezi památkami města Seattle.